# Nicandre d'Etòlia
Nicandre d'Etòlia (en llatí Nicander, en grec antic Νίκανδρος "Níkandros") fou un polític de la Lliga Etòlia, que quan els seus conciutadans van organitzar la coalició contra Roma, fou enviat com ambaixador a Filip V de Macedònia (193 aC) per animar-lo a unir-se a la Lliga, però no va tenir èxit, segons explica Titus Livi.
Dos anys després, el 191 aC el van enviar, juntament amb Thoas, a demanar ajuda a Antíoc III el Gran de Síria, missió que va acomplir ràpidament, en dotze dies. Va caure en mans del rei Filip que el va tractar amb una amabilitat inesperada, i va ser alliberat, arribant a Hipata just al moment en què els etolis deliberaven sobre la pau, i amb alguns diners que havia rebut d'Antíoc i la promesa d'èxits militars, els va convèncer de seguir en armes i rebutjar la pau proposada pels romans, com expliquen Livi i Polibi.
El 190 aC fou nomenat estrateg dels etolis i va intentar obligar al cònsol Fulvi Nobilior a aixecar el setge d'Ambràcia, però va fracassar. Després va ser enviat a Roma com ambaixador juntament amb Fenees per ajustar la pau.
Sospitós de ser favorable al Regne de Macedònia donada l'amabilitat que Filip va tenir amb ell, quan es va declarar la guerra entre romans i Perseu de Macedònia (171 aC a 168 aC) els romans el van cridar a la ciutat de Roma, on va restar fins a la seva mort.